# Kamienice przy ul. Tkackiej 7, 8, 9 w Szczecinie
Kamienice przy ul. Tkackiej 7, 8, 9 – zespół trzech klasycystycznych kamienic, które znajdują się przy ulicy Tkackiej, na obszarze szczecińskiego osiedla Stare Miasto, w dzielnicy Śródmieście. Kamienice to jedyny we wschodniej części szczecińskiego starego miasta przykład wyburzenia budynków do fundamentów, a następnie ich odbudowy i wiernej rekonstrukcji detali architektonicznych fasad. 

## Opis

### Kamienica nr 7
Czterokondygnacyjna, pięcioosiowa, klasycystyczna kamienica. Elewację parteru i pierwszego piętra oddzielono poziomymi gzymsami i fryzem z liśćmi akantu. Okna pierwszego piętra obramowano opaskami i zwieńczono gzymsami. Drugie piętro charakteryzuje się niższymi otworami okiennymi, także udekorowanymi opaskami. Ostatnia kondygnacja budynku ukryta jest w dwuspadowym dachu, oddzielonym od niższych pięter naczółkiem. Pomieszczenia poddasza doświetlają cztery lukarny. W trakcie odbudowy kamienicy wprowadzono zmiany w układzie pomieszczeń parteru, umiejscawiając wejście do lokalu usługowego w miejscu dawnej bramy budynku. 

### Kamienica nr 8
Czterokondygnacyjna, trzyosiowa, klasycystyczna kamienica. Parter budynku udekorowano boniowaniem, a kolejne kondygnacje oddzielono gzymsami. Otwory okienne na piętrach zaakcentowano naczółkami: trójkątnymi na pierwszym piętrze i prostokątnymi na wyższych. Dodatkowo pod oknami pierwszego piętra umieszczono płyciny. Zwieńczenie fasady frontowej stanowi naczółek. W porównaniu ze stanem sprzed rozbiórki zmodyfikowano okna parteru, przekształcając je w witryny sklepowe sięgające ziemi. 

### Kamienica nr 9
Pięciokondygnacyjna, trzyosiowa, klasycystyczna kamienica. Cechą charakterystyczną jest boniowanie zdobiące parter i trzy piętra budynku. Poszczególne kondygnacje oddzielono gzymsami, a okna na pierwszym i drugim piętrze zaakcentowano dodatkowo prostokątnymi naczółkami. Ostatnie piętro kamienicy doświetlają dwie lukarny. Po odbudowie zmieniono układ i kształt otworów okiennych i drzwiowych parteru.

## Historia
Kamienice wzniesiono w XIX wieku przy ówczesnej Große Wollweberstraße. Jako jedne z nielicznych staromiejskich budynków przetrwały one bombardowania miasta w czasie II wojny światowej i powojenne rozbiórki zabudowy. Nie przeszły jednak po wojnie żadnych remontów elewacji, o czym świadczą zdjęcia przedstawiające resztki przedwojennych napisów na elewacjach parterów. Pod koniec lat 90. XX wieku spękane ściany, odpadający tynk, zacieki i braki spoin cegieł na fasadach uwidaczniały zły stan kamienic. Ekspertyzy wykazały niemożliwość przeprowadzenia remontu, w związku z czym ok. 2007 r. zgodnie z decyzją Miejskiego Konserwatora Zabytków kamienice zburzono. Inwestor został zobligowany do wzniesienia nowych kamienic i rekonstrukcji fasad według stanu sprzed rozbiórki. Przedsięwzięcie rozpoczęto w 2010 r. i zakończono w 2011 r..

## Galeria

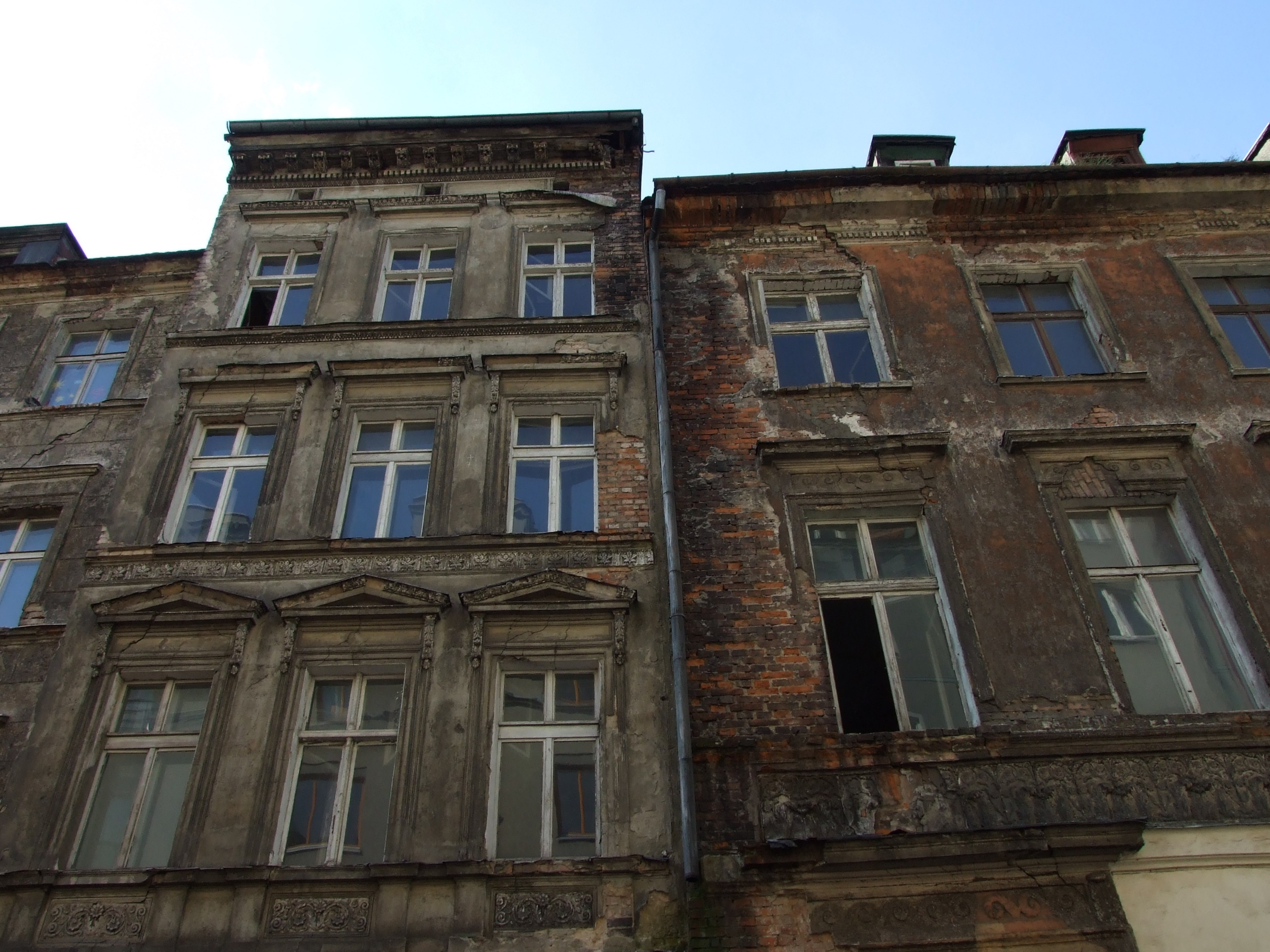
Kamienice nr 7, 8 i 9 przed rekonstrukcją, 2007 r.
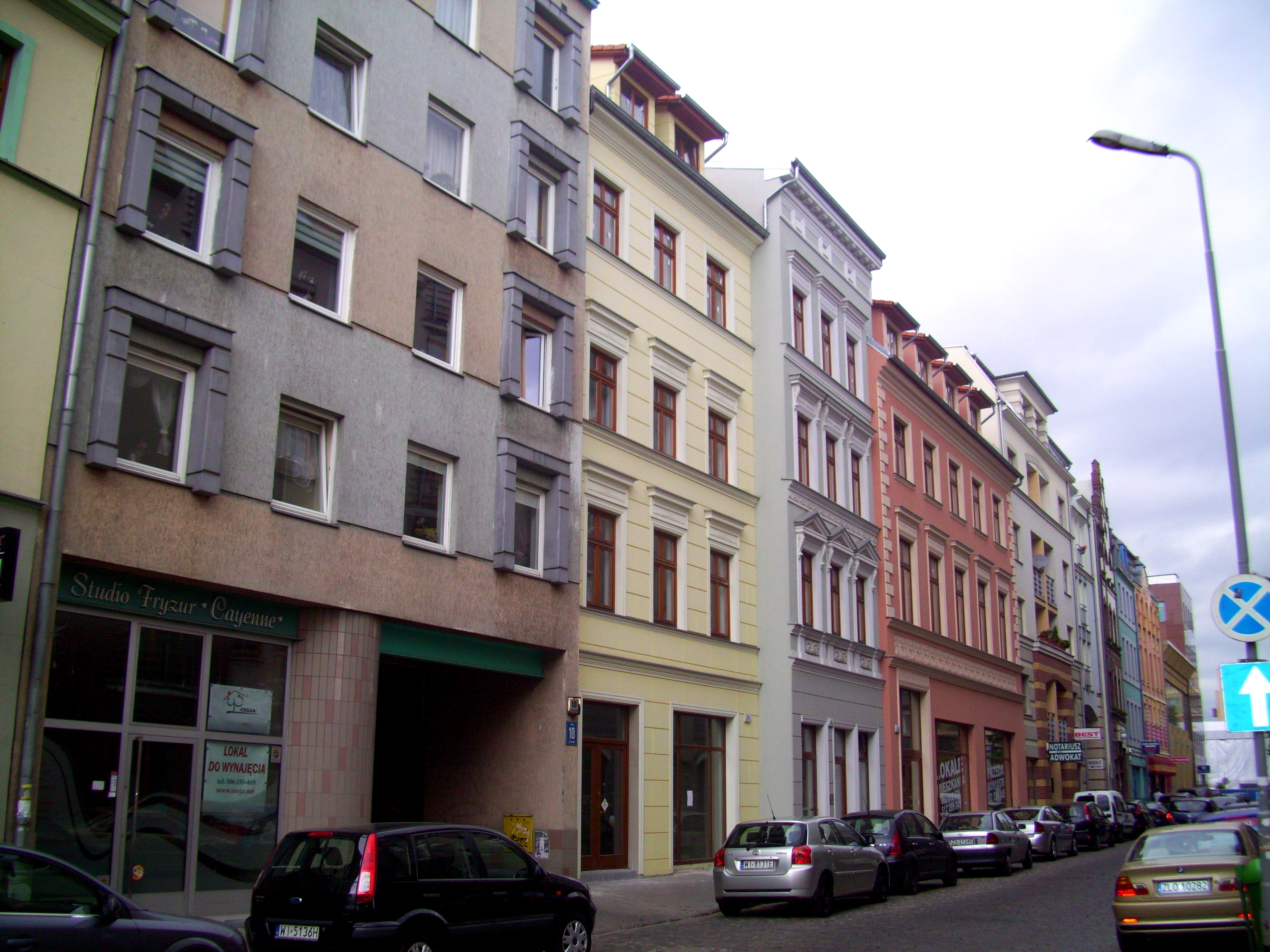
Kamienice po rekonstrukcji, 2012 r.